# تاتسو فوجیموتو
تاتسو فوجیموتو (انگلیسی: Tatsuo Fujimoto؛ زادهٔ ۲۹ مارس ۱۹۴۰) شناگر اهل ژاپن بود.